# NGC 7190
NGC 7190 is een spiraalvormig sterrenstelsel in het sterrenbeeld Pegasus. Het hemelobject werd op 23 juli 1870 ontdekt door de Franse astronoom Édouard Jean-Marie Stephan.

## Synoniemen
- UGC 11885
- ZWG 428.19
- NPM1G +10.0537
- PGC 67928